# Охадзікі

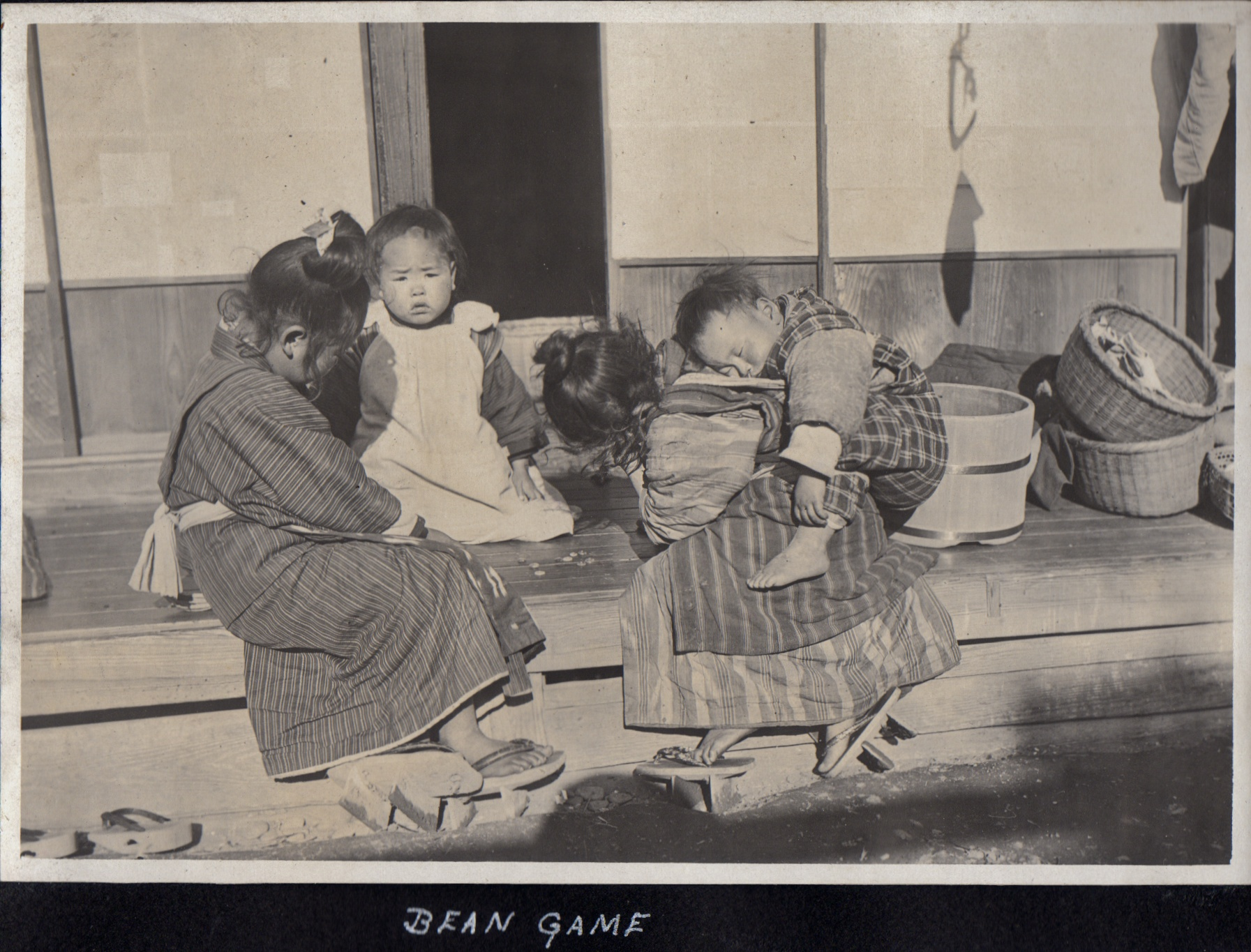
Японські діти за грою охадзікі

Охадзікі (яп. おはじき, ромадзі ohajiki) — традиційна японська дитяча гра кульками на кшталт ігри «Чапаєв». Відома в Японії з VIII ст., але популярності набула з XIII ст. Залишається популярною серед японців й сьогодні.

## Опис
Гра прийшла до Японії з Китаю десь в період Нара. Раніше зазвичай грали на дошка для гри у ґо. Обирали камінці, невеличкі кісточки, гальку (мали загальну назву овакі). Особливо популярною була серед дівчат періоду Едо. Натепер зазвичай застосовують спеціальні кольорові марбли або пластикові кульки (з періоду Мейдзі).
Гравці намагаються точним щиглем послати свій камінець (кульку) такою траєкторією, щоб він збив чужий. Існують регіональні відмінності в правилах. Так, існує варіант, коли кульки розташовуються в певній частині дошки. Також цю гру використовують для навчання в математиці в японській школі 1 і 2 класу.